# Zwarte Grupy Hicksona

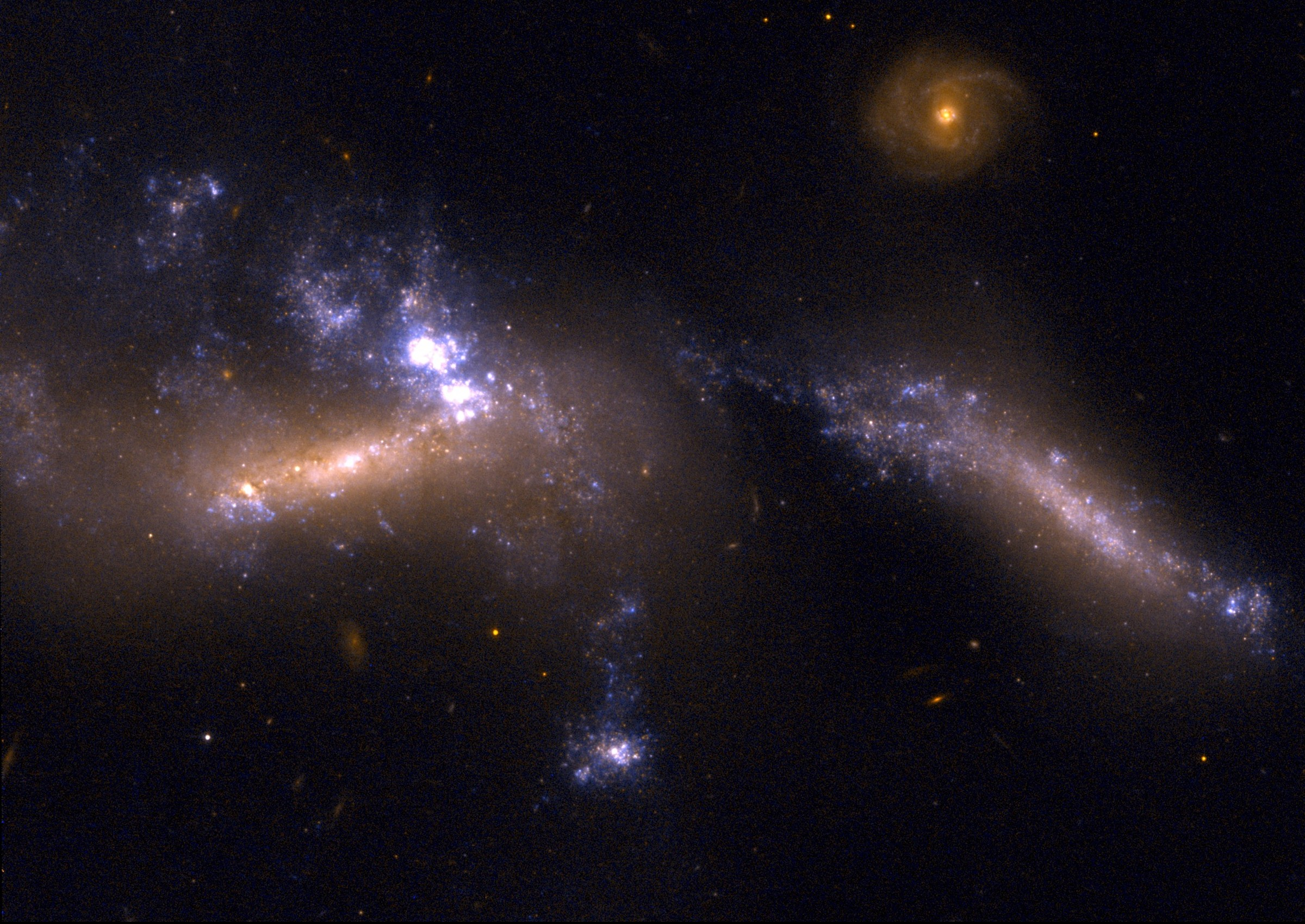
Grupa Hickson 31 (HST)

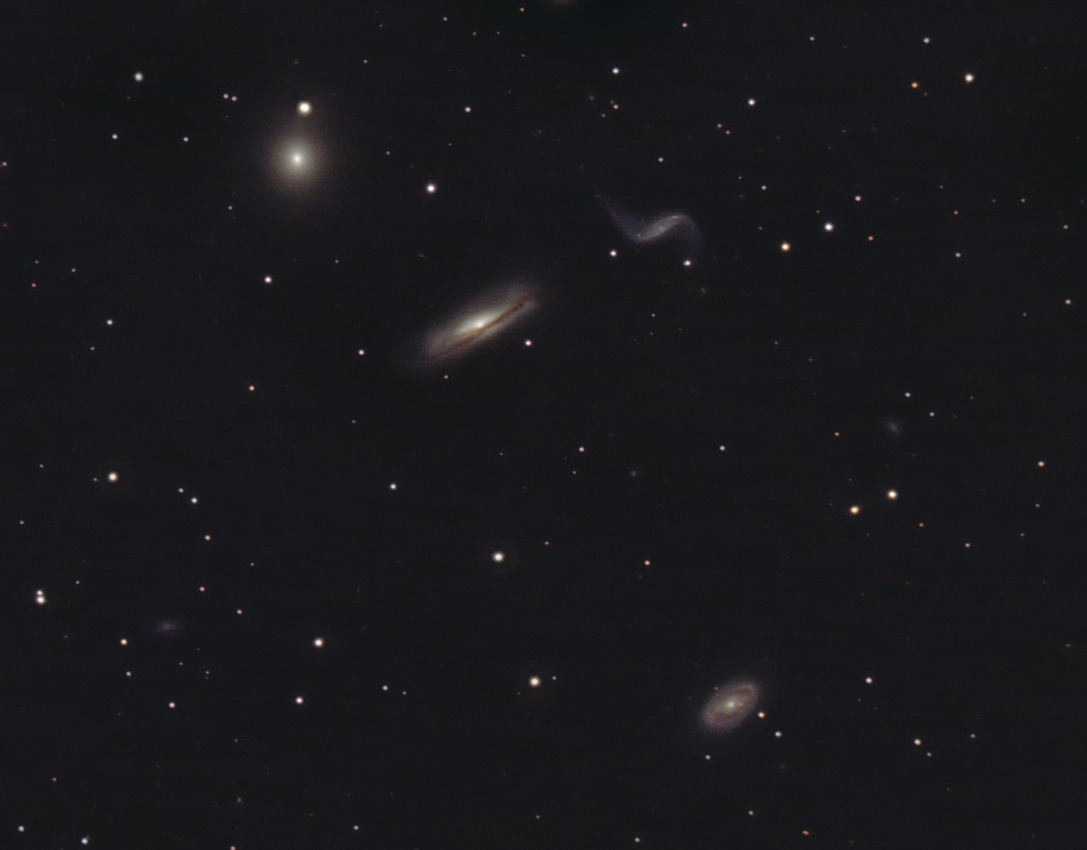
Cztery galaktyki należące do grupy Hickson 44 (Hunter Wilson)

Zwarte Grupy Hicksona (ang. Hickson Compact Groups, HCG) – katalog astronomiczny zawierający 462 galaktyki uważane za istniejące w zwartych grupach, zestawiony przez kanadyjskiego astronoma Paula Hicksona.
Katalog Zwartych Grup Hicksona został opublikowany w 1982 roku. Zawiera 100 pozycji, w których na poszczególne grupy składają się zwykle cztery do pięciu galaktyk znajdujących się w bezpośredniej bliskości od siebie. Zwarte Grupy Hicksona należą do najbardziej gęstych skupisk galaktyk. Ze względu na możliwość badań wzajemnego oddziaływania oraz łączenia się galaktyk stanowią one temat intensywnych badań. Paul Hickson obiekty katalogu zestawił na podstawie zdjęć wykonanych w paśmie fal czerwonych w ramach projektu badań nieba Obserwatorium Palomar. Zwarte Grupy Hicksona są tworzone przez galaktyki fizycznie powiązane ze sobą, uczestniczące w procesie łączenia się w jeden obiekt (prawdopodobnie galaktykę eliptyczną).

## Wybrane obiekty
- Hickson 7
- Hickson 31
- Hickson 44
- Hickson 79 – Sekstet Seyferta
- Hickson 87
- Hickson 90
- Hickson 92 – Kwintet Stephana